# Kei Uemura
Kei Uemura (植村 慶 Uemura Kei?), född 24 september 1981 i Kanagawa prefektur, är en japansk fotbollsspelare.
Uemura började sin karriär 2004 i Shonan Bellmare. Han spelade 17 ligamatcher för klubben. 2011 flyttade han till Júbilo Iwata. Efter Júbilo Iwata spelade han för Fukushima United FC. Han avslutade karriären 2016.